# Sphaeranthus suaveolens
Sphaeranthus suaveolens là một loài thực vật có hoa trong họ Cúc. Loài này được (Forssk.) DC. miêu tả khoa học đầu tiên năm 1836.